# Edifício Itália
Edifício Itália je drugi po visini neboder u Brazilu. Nalazi se u gradu São Paulu. Visok je 165 metara i ima 46 katova. Izgradnja je počela 1960., a završila je 1965. godine.

## Vanjske poveznice
|  | Zajednički poslužitelj ima još gradiva o temi Edifício Itália |